# Туомайте, Виталия
Виталия Туомайте (лит. Vitalija Tuomaitė; 22 ноября 1964, Пакруойис — 8 августа 2007, Вильнюс) — советская и литовская баскетболистка. Играла на позиции центрового.
Умерла в возрасте 42 лет после продолжительной болезни — рак.

## Достижения
За сборную СССР (1985—1988):
- Бронзовый призёр летних Олимпийских игр 1988
- Чемпионка Европы: 1985, 1987
- Серебряный призёр чемпионата Европы среди молодёжи: 1983

За сборную Литвы (1989—1998):
- 5-е место на чемпионате Европы 1995
- 6-е место на чемпионате мира 1998

За клубы:
- Бронзовый призёр чемпионата СССР (1984)
- Чемпионка Литвы (1982, 1983, 1989, 1990, 1999)